# Biscione

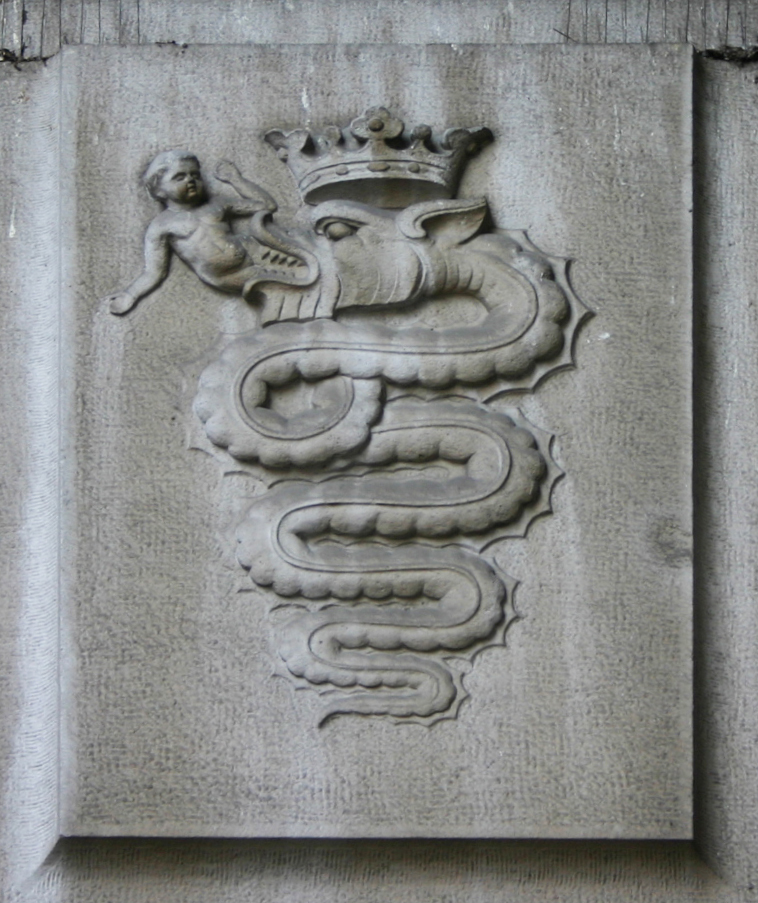
Biscione (znak na milánském hlavním nádraží)

Biscione (italský výraz pro velkou užovku obojkovou) nebo také vipera (zmije, případně v lombardském dialektu Bissa) je heraldické zvíře, charakteristické pro severní Itálii. Bývá zobrazováno jako zlatomodrý had polykající maurské dítě. Byl v erbu milánské šlechtické rodiny Visconti, patrně už od dob křížových výprav. Tehdy měl jeden z členů rodu, Ottone Visconti, v souboji zabít Saracéna s tímto znamením na plášti
Biscione byl zobrazen i na pláštích vojáků rodu Sforzů, ve znaku města Milána, Milánského vévodství a oblasti Lombardie. V současnosti je zobrazen na logu fotbalového klubu Milána a automobilky Alfou Romeo. 